# Prvenstvo Jugoslavije u hokeju na travi 1990.
Jugoslavensko prvenstvo u hokeju na travi za 1990. godinu je osvojila momčad Zorka iz Subotice.

## Ljestvice

### Završnica
| poz. | klub              | ut. | pob. | neod. | izg. | golovi | bod |
| ---- | ----------------- | --- | ---- | ----- | ---- | ------ | --- |
| 1.   | Zorka Subotica    | 6   | 5    | 1     | 0    | 28:6   | 11  |
| 2.   | Marathon Zagreb   | 6   | 3    | 2     | 1    | 28:8   | 8   |
| 3.   | Jedinstvo Zagreb  | 6   | 2    | 0     | 4    | 11:19  | 4   |
| 4.   | Čukarički Beograd | 6   | 0    | 1     | 5    | 5:37   | 1   |